# Poecilocloeus uncinatus
Poecilocloeus uncinatus är en insektsart som beskrevs av Marius Descamps 1980. Poecilocloeus uncinatus ingår i släktet Poecilocloeus och familjen gräshoppor. Inga underarter finns listade i Catalogue of Life.